# Igreja Matriz de Fronteira
A Igreja Matriz de Fronteira, Igreja Paroquial de Fronteira ou Igreja de Nossa Senhora da Atalaia, ergue-se na freguesia de Fronteira, no Município do mesmo nome, no Distrito de Portalegre, na região do Alentejo, em Portugal.
A Igreja Matriz de Fronteira está classificada como Imóvel de Interesse Público desde 1946.

## História
Foi mandada edificar por alvará régio de Sebastião I de Portugal em 1571, tendo a sua construção sido concluída em 1599, sob a orientação do comendador D. Lucas de Portugal. Desde então, foi alvo de diversas obras de ampliação e restauro, em diferentes períodos, até meados do século XX, que modificaram o seu aspeto primitivo.

## Características
No exterior, destaca-se a fachada tripartida. Na parte central, abre-se uma galilé. Nos corpos laterais, erguem-se duas imponentes torres sineiras quadrangulares, pintadas de branco e azul, realçadas por cunhais de cantaria e encimadas por pequenas estátuas de aves.
O interior é composto por três naves de pilastras de cantaria e abóbodas redondas. Nele é possível observar pinturas maneiristas do século XVI, um retábulo em mármore de Estremoz, o altar-mor e o altar do sagrado coração, ambos em mármore, o altar de São Luís, em talha dourada, assim como diversas imagens em madeira policroma, datadas dos séculos XVII e XVIII, dedicadas a Nossa Senhora da Atalaia (a padroeira), Nossa Senhora da Conceição, São Miguel e Santo António.
Os trabalhos de ornamentação do interior contaram com a intervenção dos mestres Diogo Bernardes, pintor de têmpera, e Gaspar Pereira, carpinteiro, trazidos de Lisboa por D. Lucas de Portugal.
O altar de São Luís foi construído entre 1733 e 1760, tendo sido instituído por Frei Luís Matinca. Numa placa de mármore colocada junto ao seu arco, é possível ler: ESTA CAPELA DE SAM LUIS FES A SUA CUSTA FR LUIS MATINCA NATURAL DESTA VA DE FRONTEIRA NO ANNO DE 1733.
Em 1789, foi demolido o zimbório, que se erguia sobre a capela-mor, numa altura em que tiveram lugar os trabalhos de construção das abóbodas. O zimbório apresentava um espelho que refletia luz para dentro da capela, que, na época, não possuía qualquer janela.
Acredita-se que a associação a Nossa Senhora da Atalaia tenha ficado a dever-se a uma atalaia com 2 arcos que ainda existia em frente à igreja em 1791. A atual imagem de Nossa Senhora da Atalaia, no seu interior, foi colocada no seu altar em 1780, tendo sido oferecida pelo comendador D. José de Portugal.